# Neniatlanta pauli
Neniatlanta pauli е вид коремоного от семейство Clausiliidae. Видът е световно застрашен, със статут Уязвим.

## Разпространение
Разпространен е в Испания и Франция.